# Campagna di Keelung
La campagna di Keelung (agosto 1884-aprile 1885) fu una controversa campagna militare intrapresa dalla Francia nel nord di Formosa (Taiwan) durante la Guerra franco-cinese. Dopo un fallito attacco a Keelung nell'agosto 1884, i francesi sbarcarono un corpo di spedizione di 2000 uomini e catturarono il porto nell'ottobre 1884. Incapaci di avanzare oltre la loro testa di ponte, furono attaccati all'interno di Keelung da superiori forze cinesi al comando del commissario imperiale Liu Mingchuan. Nel novembre e dicembre 1884 il colera e il tifo prostrarono corpo di spedizione francese, mentre l'esercito cinese faceva affuire rinforzi attraverso le isole Pescadores, portando la sua forza, alla fine della guerra, a 35000 uomini. Nel gennaio 1885, ottenuti a loro volta rinforzi fino a raggiungere una forza di 4500 uomini, i francesi conseguirono alla fine di gennaio e all'inizio di marzo 1885 due impressionanti vittorie tattiche contro i cinesi assedianti, ma non furono abbastanza forti per sfruttare queste vittorie. La campagna di Keelung si concluse nell'aprile 1885 in una situazione di stallo strategico e tattico. La campagna fu criticata dall'ammiraglio Amédée Courbet, comandante della Squadra dell'Estremo Oriente, che la ritenne strategicamente irrilevante e uno spreco di risorse per la marina francese.

## Contesto
Dopo la sconfitta dell'esercito cinese del Guangxi da parte del Corpo di spedizione del Tonchino nella campagna di Bắc Ninh (marzo 1884), la guerra non dichiarata durata due anni tra Francia e Cina nel nord del Vietnam si concluse l'11 maggio 1884 con la stipula dell'accordo di Tientsin, in base al quale i cinesi si impegnavano a ritirare le loro truppe dal Vietnam e a riconoscere un protettorato francese nel Tonchino. Tuttavia, le speranze suscitate da questo accordo, che sembrava aver concluso vittoriosamente la campagna del Tonchino, furono infrante il 23 giugno 1884 dall'imboscata di Bắc Lệ, durante la quale una colonna francese che avanzava per occupare Lạng Sơn e altre città di frontiera fu attaccata da un distaccamento dell'esercito del Guangxi.
Quando la notizia dell'imboscata di Bắc Lệ, che veniva percepita come un palese tradimento cinese, raggiunse Parigi, il governo di Jules Ferry pretese dal governo cinese scuse, un indennizzo e l'immediata applicazione dei termini dell'accordo di Tientsin. Il governo cinese accettò di negoziare, ma rifiutò di scusarsi e di pagare un'indennità. L'umore in Francia era contrario al compromesso e, sebbene i negoziati proseguissero per tutto il mese di luglio, all'ammiraglio Amédée Courbet, comandante della recentemente costituita Squadra dell'Estremo Oriente, fu ordinato di portare le sue navi a Fuzhou. Gli fu ordinato di prepararsi ad attaccare la flotta cinese nel porto e di distruggere il cantiere navale di Fuzhou. Nel frattempo, a dimostrazione di ciò che sarebbe accaduto se i cinesi fossero rimasti recalcitranti, il 2 agosto 1884 Courbet ricevette l'ordine di inviare una forza navale nel porto di Keelung, nel nord di Formosa, di distruggere le difese costiere e di occupare la città come "pegno" da scambiare con il ritiro cinese dal Tonchino.

## Il fallito sbarco francese a Keelung, agosto 1884

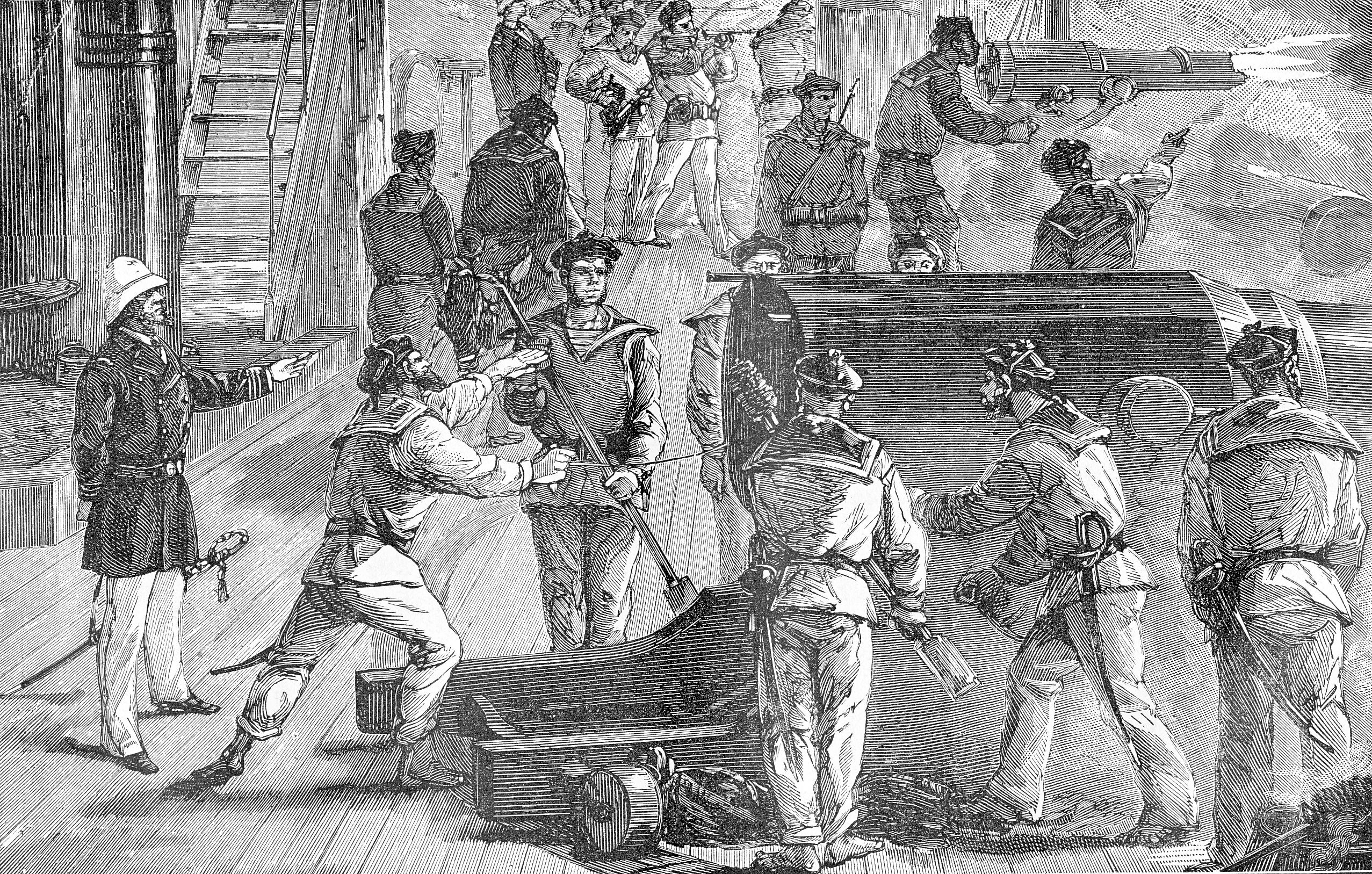
La nave francese La Galissonnière bombarda le difese cinesi a Keelung,

L'interesse francese per Keelung risaliva al febbraio 1884, quando l'ammiraglio Sébastien Lespès, comandante della Squadra dell'Estremo Oriente, ne aveva raccomandato l'occupazione in caso di guerra tra Francia e Cina, in quanto riteneva che la città potesse essere facilmente conquistata e facilmente tenuta. Quando Lespès fece questa raccomandazione, Keelung era in effetti scarsamente difesa. Ma nel luglio 1884, con l'aumentare della tensione tra Francia e Cina, la guarnigione di Keelung fu rafforzata in modo sostanziale e le difese della città furono migliorate: nell'agosto 1884 Keelung non era più il facile obiettivo di sei mesi prima. Il porto interno era difeso da tre batterie a terra: la batteria Ta-sha-wan (大沙灣砲台), completata di recente e vantata dai cinesi come inespugnabile, la batteria batteria Ehr-sha-wan, sul lato orientale del porto, e una terza batteria sul versante del Monte Clément (Huo-hao-shan, 火號山), una collina a ovest della città. Alla fine di luglio 1884 c'erano 5000 soldati cinesi di stanza nel nord di Formosa, dislocati intorno ai porti di Keelung e Tamsui. La nomina di Liu Mingchuan a commissario imperiale per Formosa nel luglio 1884 sottolineò anche la determinazione del governo Qing nel difendere Formosa. Liu Mingchuan, un comandante militare veterano che si era distinto nella ribellione Taiping, era consapevole che Keelung e il vicino porto di Tamsui erano probabili obiettivi di un attacco francese e dispose le proprie forze in modo da opporsi a uno sbarco in entrambe le città. Posizionò 2500 soldati intorno a Keelung, l'obiettivo più probabile, sotto il comando dei generali Sun Kaihua e Su Desheng (蘇得勝T, 苏得胜S, Sū DéshèngP, Su Te-shengW), mentre lui stesso rimase con l'altra metà dell'esercito a Tai-pak-fu (l'odierna Taipei), occupando una posizione centrale che gli avrebbe permesso di spostarsi rapidamente a Tamsui o a Keelung in caso di attacco francese francese.
L'ammiraglio Courbet, che si trovava a bordo dell'incrociatore francese Volta nel fiume Min, ricevette l'ordine del governo francese di attaccare Keelung la sera del 2 agosto 1884. Affidò la missione all'ammiraglio Lespès, suo comandante in seconda, che lasciò il fiume Min il mattino seguente a bordo della cannoniera Lutin per incontrare le corazzate Bayard e La Galissonnière al largo dell'isola di Matsu. A Matsu, Lespès trasferì la compagnia da sbarco della Bayard sulla sua nave ammiraglia La Galissonnière e nella notte del 3 agosto 1884 attraversò lo stretto di Formosa con il La Galissonnière e il Lutin. Le due navi francesi arrivarono al largo di Keelung la mattina del 4 agosto 1884, dove l'incrociatore Villars le stava aspettando.
La mattina del 5 agosto 1884, dopo che i cinesi avevano rifiutato l'ultimatum francese che chiedeva la consegna delle loro difese costiere, il La Galissonnière, il Villars e il Lutin attaccarono e misero fuori combattimento le tre batterie costiere di Keelung. L'ammiraglio Lespès fece sbarcare le truppe nel pomeriggio per occupare Keelung e le vicine miniere di carbone di Pei-tao (Pa-tou, 八斗), ma l'arrivo di un corpo di truppe cinesi guidate da Liu Mingchuan costrinse i francesi a ritirarsi e a reimbarcarsi il 6 agosto 1884. Le perdite francesi in questa operazione fallimentare furono di 2 morti e 11 feriti. I cinesi subirono perdite molto più pesanti.

## Il dibattito in Francia, settembre 1884

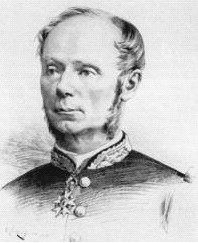
L'ammiraglio Anatole-Amédée-Prosper Courbet (1827-1885)

Sulla scia della battaglia di Fuzhou de 23 agosto 1884, che inaugurò i nove mesi di guerra franco-cinese, i francesi decisero per un secondo tentativo di far pressione sulla Cina conquistando Keelung. L'ammiraglio Courbet si oppose con forza a una campagna a Formosa e presentò proposte alternative per una campagna nelle acque cinesi settentrionali, con l'obiettivo di impadronirsi di Port Arthur o Weihaiwei. Courbet fu sostenuto nei suoi progetti da Jules Patenôtre, il ministro francese in Cina.
Le proposte di Courbet, benché militarmente valide, erano troppo ambiziose per essere accettate dal governo francese. Il premier francese Jules Ferry, che si era impegnao nella guerra franco-cinese nonostante la disapprovazione del parlamento, non fu in grado di fornire a Courbet le risorse necessarie per una grande campagna sul continente cinese. Un'operazione limitata per conquistare Keelung poteva invece essere intrapresa con le forze già a disposizione di Courbet. La città poteva essere conquistata e tenuta da una forza francese relativamente piccola e, con le sue vicine miniere di carbone, sarebbe stata un'ottima base militare per la Squadra dell'Estremo Oriente. Una vittoria a Keelung avrebbe anche vendicato il fallimento del 6 agosto 1884. La decisione di attaccare Keelung fu presa dal gabinetto francese il 18 settembre 1884. Il gabinetto approvò anche un attacco alla vicina Tamsui, a condizione che la città potesse essere catturata senza danneggiare gli interessi commerciali europei.

## La presa di Keelung,1ºottobre1884

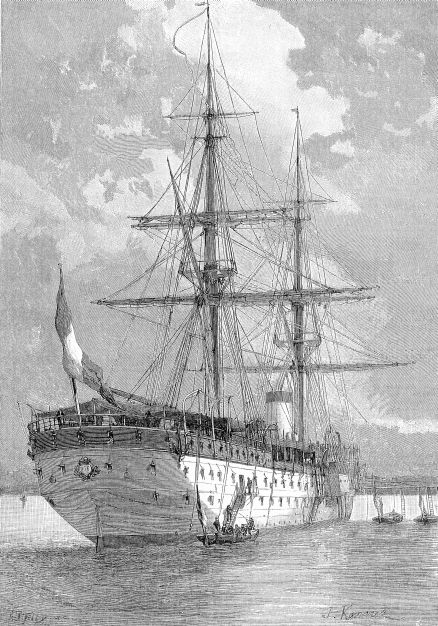
La nave da trasporto francese Nive

Gli uomini del Corpo di spedizione di Formosa (in francese: Corps expéditionnaire de Formose) salparono da Saigon e dalla baia di Ha Long nella terza settimana di settembre a bordo delle navi trasporto di Stato Nive, Tarn e Drac e si unirono alla Squadra dell'Estremo Oriente al largo dell'isola di Matsu il 29 settembre 1884. Le tre navi da guerra furono scortate nell'ultimo tratto del loro viaggio dalla corazzata francese Bayard. La mattina del 30 settembre 1884 la forza d'invasione arrivò al largo di Keelung. Courbet esplorò le difese cinesi nel pomeriggio e diede ordine di effettuare uno sbarco il mattino seguente. A capo del corpo di spedizione era il tenente colonnello Bertaux-Levillain, che comandava 2250 uomini provenienti dalle guarnigioni francesi del Tonchino e della Cocincina: tre battaglioni di fanteria di marina composti da quattro compagnie (chef de bataillon Ber, Lacroix e Lange), una batteria di artiglieria di marina e una batteria composta da due cannoni da montagna da 80 mm e da quattro canon-revolver Hotchkiss. Una piccolo gruppo di portatori vietnamiti accompagnava i combattenti.
All'alba del 1º ottobre 1884 il battaglione di fanteria di marina di Ber sbarcò a ovest di Keelung, ai piedi del Monte Clément. Sostenuti dal fuoco di diverse navi della Squadra dell'Estremo Oriente, i francesi scalarono il Monte Clément e stabilirono una posizione difensiva sulla sua cima, ponendosi sul fianco delle posizioni cinesi a sud di Keelung e minacciando la loro linea di ritirata verso Tamsui. Le perdite francesi nella battaglia per il Monte Clément furono trascurabili: 4 morti e 12 feriti. Le perdite cinesi, secondo gli informatori locali, furono di circa 100 morti e 200-300 feriti. Nella prima settimana di ottobre i francesi occuparono diverse colline nelle immediate vicinanze di Keelung e iniziarono a fortificarle. Il corpo di spedizione era comunque troppo piccolo per avanzare oltre Keelung e le miniere di carbone di Pei-tao rimasero in mano cinese.
Liu Mingchuan, con una divisione cinese di 2000 uomini, aveva comandato di persona la fallimentare difesa di Keelung. Prevedendo che i francesi avrebbero proceduto ad uno sbarco a Tamsui, lasciò metà delle sue truppe in forti posizioni difensive intorno a Lok-tao (六堵T, Liù-dǔP), a cavallo della strada per Tamsui, e il 3 ottobre 1884 si ritirò con il resto delle truppe a Tai-pak-fu. Si diceva che intendesse fuggire a sud verso Tek-cham (Hsinchu) e il suo arrivo a Tai-pak-fu fu accolto da tumulti. Molte delle sue guardie del corpo furono uccise ed egli stesso fu arrestato e trattenuto per diversi giorni nel tempio Lungshan della città.
Liu Mingchuan prese misure per rinforzare Tamsui: nel fiume vennero piazzate nove mine e l'ingresso venne bloccato con imbarcazioni zavorrate e riempite di pietre che vennero affondate; montanari Hakka armati di fucili a miccia vennero utilizzati per rinforzare il battaglione proveniente dalla Cina continentale; attorno al consolato britannico e alla dogana, in cima alla collina del Forte Rosso, vennero posizionati i cannoni Krupp prodotti dell'arsenale di Shanghai per formare una batteria supplementare.

## La sconfitta francese a Tamsui,8ottobre1884

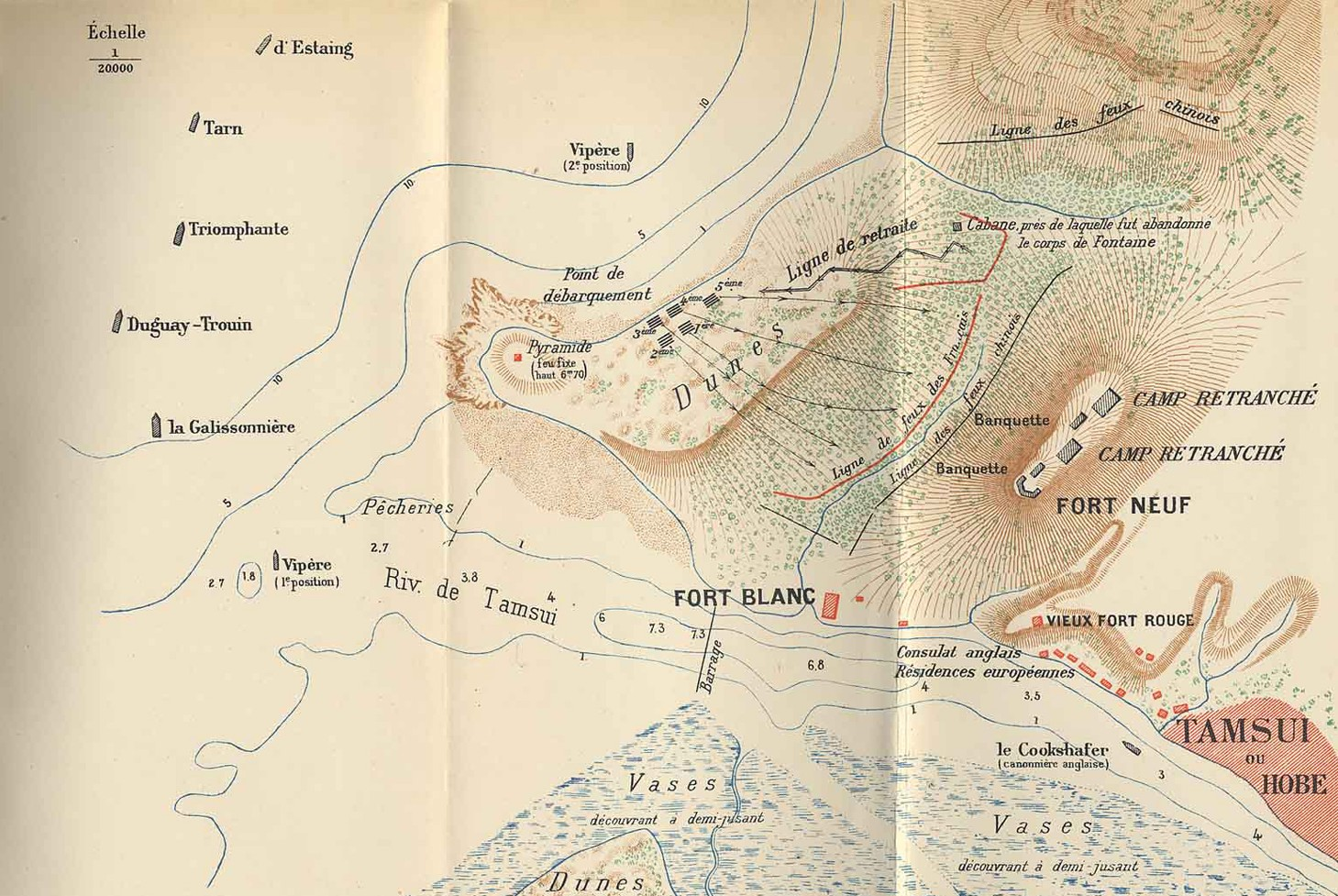
L'azione dell' a Tamsui (mappa del capitano Garnot, del 3º battaglione africano)

Nel frattempo, dopo un inefficace bombardamento navale il 2 ottobre 1884, l'8 ottobre 1884 l'ammiraglio Lespès attaccò le difese cinesi a Tamsui con 600 marinai delle compagnie da sbarco della squadra francese. In quel periodo Tamsui aveva una numerosa popolazione straniera e molti residenti europei della città si riunirono in punti panoramici sulle colline vicine per osservare lo svolgersi della battaglia.
L'attacco francese cominciò presto a vacillare. I fucilieri di marina francesi non erano addestrati a combattere come fanteria di linea e stavano attaccando su un terreno accidentato. Il capitano di fregata Boulineau del Château-Renaud, che aveva sostituito all'ultimo momento l'ufficiale originariamente individuato per comandare l'attacco, perse il controllo dei suoi uomini nel fitto sottobosco di fronte ai forti cinesi. La linea francese perse gradualmente la sua coesione e le munizioni iniziarono a scarseggiare. Le forze cinesi a Tamsui, che contavano circa 1000 uomini, erano sotto il comando dei generali Sun Kaihua e Zhang Gaoyuan (章高元S, Zhāng GāoyuánP, Chang Kao-yuanW). Vedendo i francesi in confusione, Sun Kaihua avanzò con le proprie forze e li superò su entrambe le ali. I francesi si ritirarono frettolosamente sulla riva si reimbarcarono sotto la copertura dei cannoni della squadra navale. Le perdite francesi a Tamsui furono di 17 morti e 49 feriti. Le perdite cinesi, secondo i dipendenti europei della dogana di Tamsui, furono di 80 morti e circa 200 feriti.
La battaglia di Tamsui fu una delle rare sconfitte francesi nella guerra franco-cinese ed ebbe un immediato effetto politico. Il partito della guerra cinese era stato messo sulla difensiva dopo la perdita della Flotta del Fujian nella battaglia di Fuzhou del 23 agosto 1884, ma l'inaspettata vittoria cinese a Tamsui, sei settimane dopo, rafforzò la posizione degli integralisti della corte Qing. La corte decise quindi di continuare la guerra contro la Francia fino a quando i francesi non avessero ritirato la richiesta di pagamento di un'indennità per l'imboscata di Bắc Lệ, e rifiutarono un'offerta di mediazione americana fatta poco dopo la battaglia. Questa decisione fece sì che la guerra franco-cinese continuasse ancora per diversi mesi, con perdite e spese crescenti per entrambe le parti.
I cinesi fecero prigionieri e decapitarono undici fanti di marina francesi feriti, oltre al capitano Fontaine del La Gailissonniere, ed esposero su pali di bambù le loro teste in pubblico, per incitare sentimenti antifrancesi in Cina. Le immagini della decapitazione dei francesi furono pubblicate sul Tien-shih-tsai Pictorial Journal di Shanghai.

## Azioni nei dintorni di Keelung, novembre e dicembre 1884
A seguito della sconfitta di Tamsui, il controllo francese su Formosa si limitava alla città di Keelung e ad alcune posizioni sulle colline circostanti. Questo risultato era ben al di sotto delle aspettative, ma senza rinforzi i francesi non potevano andare oltre. Fecero pertanto del loro meglio per fortificare la precaria testa di ponte di Keelung costruendo diversi forti per controllare i vari punti di avvicinamento alla città. Fort Clément, Fort Central e Fort Thirion si affacciavano a ovest, verso le posizioni cinesi di Lok-tao. Fort Tamsui e il "Nido d'Aquila" (Nid d'aigle) coprivano l'avvicinamento a Keelung da sud-ovest, lungo la strada principale da Tamsui. La "Pagoda Cramoisy", una grande casa cinese trasformata in forte e presidiata dalla compagnia di fanteria di marina del capitano Cramoisy, copriva l'approccio meridionale a Keelung. Fort Ber, Fort Gardiol e Fort Bayard, una catena di forti noti come "Linee di Ber", coronavano la bassa catena di colline che proteggeva il sobborgo orientale di Keelung, Sao-wan. I tre forti cinesi messi fuori gioco dai francesi in agosto furono riparati e chiamati rispettivamente Fort Lutin, Fort Villars e Fort La Galissonnière, dal nome delle tre navi che li avevano impegnati.

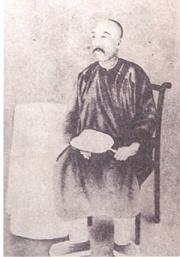
Liu Mingchuan (1836–1896)

Il 2 novembre 1884 il generale cinese Cao Zhizhong (曹志忠S, Cáo ZhìzhōngP, Ts'ao Chih-chungW) attaccò gli avamposti francesi di Fort Tamsui e il "Nido d'Aquila" a sud-ovest di Keelung con una forza di 2000 uomini. Gli attaccanti si misero in marcia di notte da Tsui-tng-ka (水返腳, oggi Xizhi, 汐止), sperando di cogliere di sorpresa i francesi con un attacco all'alba, ma non riuscirono a raggiungere le loro posizioni in tempo. L'attacco cinese fu sferrato alla luce del giorno e fu facilmente respinto dai francesi, che falciarono gli attaccanti con colpi di Hotchkiss e di fucile. I cinesi ammisero di aver perso 200 uomini nell'attacco, ma la cifra reale era probabilmente un po' più alta. Un soldato francese rimase leggermente ferito. Il 3 novembre 1884 una forza di predoni cinesi si avvicinò a Keelung da sud e cercò di attaccare la "Pagoda Cramoisy", ma fu respinta senza difficoltà dai difensori. L'attacco fu probabilmente sferrato dai cinesi nella speranza che i francesi avessero abbassato la guardia dopo il fallimento dell'assalto del giorno precedente.
Dopo il fallimento di questi attacchi Liu Mingchuan iniziò ad occuparsi di Keelung. Ordinò agli abitanti della città di lasciare le loro case, negando così ai francesi i servizi di cuochi, lavandai e operai, e fortificò una serie di posizioni collinari a sud e a sud-est di Keelung. I cinesi costruirono importanti forti sulle cime di Shih-ch'iu-ling (獅球嶺), Hung-tan-shan (紅淡山) e Yueh-mei-shan (月眉山), collegandoli con un elaborato sistema di trincee. Questi forti furono battezzati rispettivamente dai francesi La Dent, Fort Bambou e La Table. Per la sua forma caratteristica, Hung-tan-shan divenne Le Cirque.
Il 13 e il 14 novembre 1884 i francesi distrussero le difese cinesi sulla cima dell'Hung-tan-shan (Fort Bambou) e bruciarono il villaggio di Nai-nin-ka (南寧腳) a sud-est di Shih-ch'iu-ling (La Dent), che i cinesi usavano come deposito di rifornimenti. Il 12 dicembre 1884i francesi catturarono e demolirono parzialmente il forte di Shih-ch'iu-ling (La Dent), ma furono costretti a ritirarsi da un contrattacco cinese. In ogni occasione i cinesi rimediarono rapidamente ai danni provocati dai francesi.
Sebbene le perdite francesi in questi scontri con l'esercito di Liu Mingchuan fossero trascurabili, il corpo di spedizione di Formosa subì pesanti perdite a causa delle malattie. Un'epidemia di colera e tifo nel novembre 1884 uccise 83 soldati francesi prima del 23 dicembre 1884 e ne rese inabili altre centinaia. Il 1º dicembre 1884 solo 1100 soldati francesi erano in grado di agire, la metà di quelli sbarcati a Keelung due mesi prima. Gli ufficiali francesi di lunga memoria paragonarono l'occupazione di Keelung all'assedio di Tourane di venticinque anni prima, dove a una vittoria iniziale era seguito uno stallo oneroso e prolungato e, infine, un'ignominiosa evacuazione da parte degli invasori.

## Prima offensiva francese,25-31gennaio1885

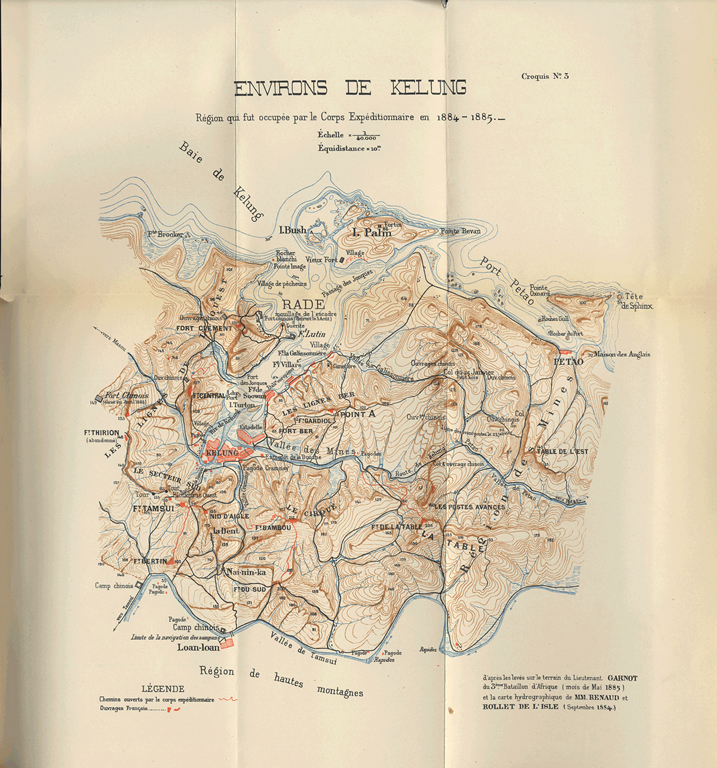
La zona di occupazione francese a Keelung (mappa del capitano Garnot, del 3º battaglione africano)

Verso la fine del 1884 i francesi riuscirono a imporre un blocco limitato ai porti formosani di Tamsui, di Taiwan-fu (l'odierna Tainan) e di Takow (l'odierna Kaohsiung). Il blocco fu relativamente inefficace e non riuscì a impedire ai cinesi di utilizzare le isole Pescadores come punto di appoggio per sbarcare un gran numero di truppe nel sud di Formosa. Le cospicue leve dagli eserciti dello Hunan e dell'Anhui portarono la forza dell'esercito di Liu Mingchuan a circa 25000 uomini entro la fine dell'anno e a circa 35000 uomini nell'aprile del 1885.
Le forze cinesi intorno a Keelung erano composte per la maggior parte da soldati regolari provenienti dal Fujian e dalle province settentrionali intorno al Golfo di Petchili (Mare di Bohai. I francesi li consideravano il meglio dell'esercito cinese. Gli uomini, alti e robusti, indossavano una pratica uniforme di panno blu scuro composta da pantaloni larghi che arrivavano a metà polpaccio e da una camicia larga decorata con un grande distintivo scarlatto con caratteri in nero che indicava il battaglione e la compagnia di appartenenza. I gambali e le calzature con suola di feltro completavano il loro abbigliamento normale; erano anche dotati di una mantella leggera per la pioggia, di lana impermeabilizzata. Il loro equipaggiamento comprendeva cinture, foderi e sacche per le munizioni di fabbricazione tedesca (queste ultime molto ambite dai francesi, che sostituivano le loro sacche "modello 1882" ogni volta che potevano). A differenza dei francesi, non portavano tascapane. La maggior parte di loro era armata con il fucile Modello Lee 1879, sebbene utilizzassero anche i Mauser Modello 1871, i Winchester e i Remington; le guardie del corpo degli alti mandarini erano armate, come si addiceva al loro prestigio, con le più recenti carabine Hotchkiss. Erano abbondantemente riforniti di munizioni.
Liu Mingchuan formò anche un corpo di milizia locale Hakka, sotto il comando di Lin Chaodong (林朝棟T, 林朝栋S, Lín CháodòngP, Lin Ch'ao-tungW}, e a un certo punto reclutò persino una banda di aborigeni cacciatori di teste dalla selvaggia regione montuosa centrale di Formosa. Questi aborigeni erano da tempo abituati a razziare i pacifici villaggi cinesi della pianura e Liu Mingchuan colse l'occasione per dirottare le loro energie bellicose contro i francesi. In realtà, gli uomini delle tribù erano di scarso valore militare: erano armati solo di fucili a miccia caricati con proiettili di pietra. Il capitano Paul Thirion, la cui compagnia di fanteria di marina li incontrò in battaglia durante una scaramuccia il 20 novembre 1884, affermò che una banda di ragazzini armati di pietre avrebbe combattuto meglio.

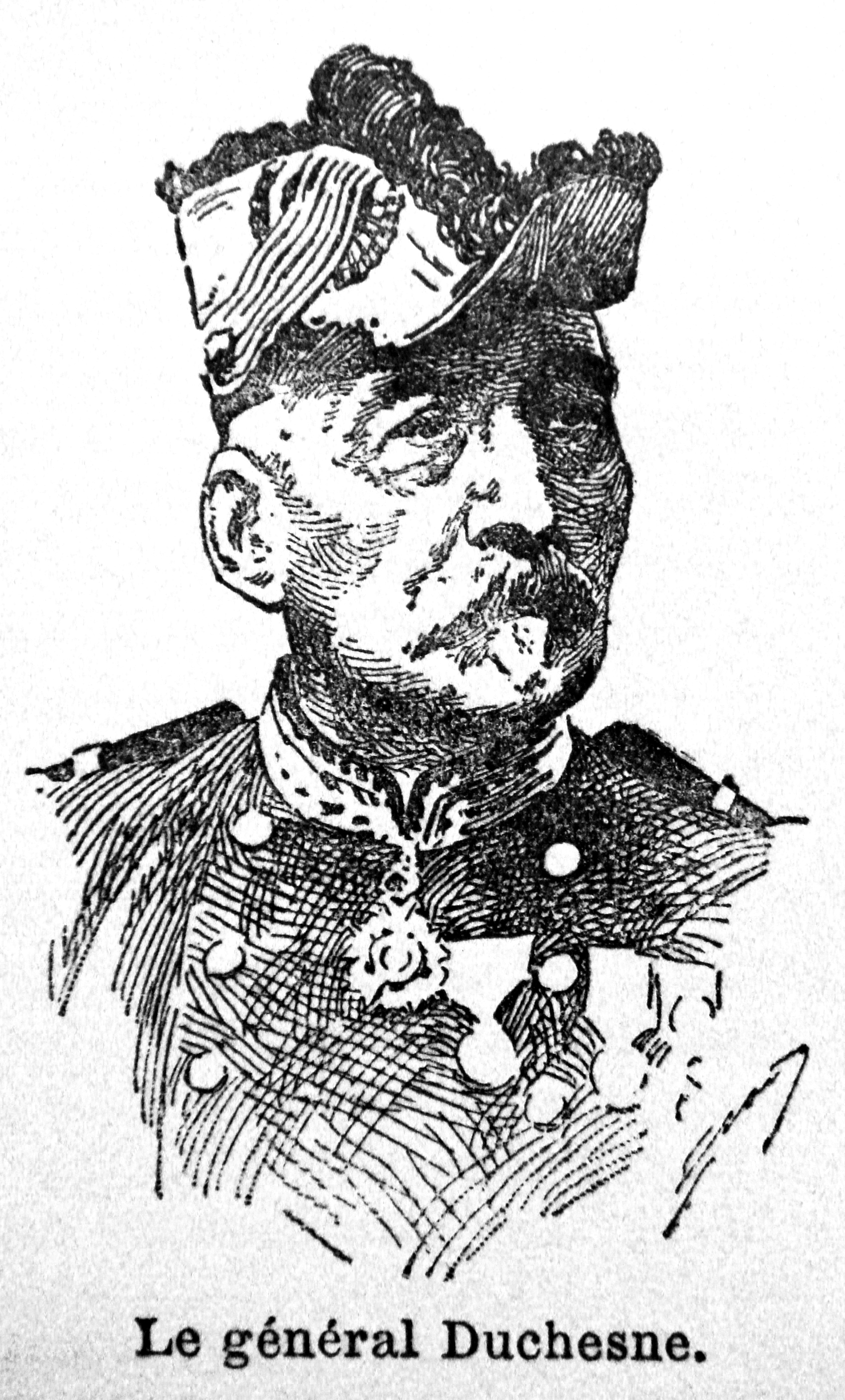
Il generale Jacques-Charles-René-Achille Duchesne (1837–1918)

All'inizio di gennaio 1885 il corpo di spedizione di Formosa fu rinforzato con due battaglioni di fanteria, portando la sua forza totale a circa 4000 uomini. Quattro delle sei compagnie del 3º battaglione di fanteria leggera africana (chef de bataillon Fontebride) arrivarono a Keelung il 6 gennaio 1885, mentre tutte e quattro le compagnie del 4º battaglione della Legione straniera (chef de bataillon Vitalis) sbarcarono il 20 gennaio 1885. Il comando del corpo di spedizione allargato fu affidato al tenente colonnello Jacques Duchesne (1837-1918), futuro generale francese e conquistatore del Madagascar, che si era da poco fatto conoscere in Tonchino sconfiggendo l'Esercito della bandiera nera di Liu Yongfu nella battaglia di Yu Oc (19 novembre 1884) e facendosi strada fino all'isolata postazione francese di Tuyên Quang.
I rinforzi del battaglione africano si distinsero presto, ma non secondo i piani di Duchesne. Il 10 gennaio 1885 un gruppo di 15 zéphyr (soprannome dei militari dei battaglioni africani) annoiati, al comando del caporale Mourier, fuggì dalla caserma e lanciò un attacco improvvisato a Le Cirque. Il loro obiettivo, a quanto pare, era quello di catturare la bandiera cinese che sventolava sui bastioni di Fort Bambou e di portarla a Keelung. Mourier e i suoi uomini finirono presto sotto il fuoco nemico e Fontebride fu costretto a impegnare una dopo l'altra tutte e quattro le compagnie del battaglione per disimpegnarli. A metà pomeriggio l'intero battaglione africano era schierato in linea, allo scoperto, a metà delle pendici dell'Hung-tan-shan (Fort Bambou), impegnato in uno scontro a fuoco con i difensori cinesi di Fort Bambou. Courbet e Duchesne, furiosi per questo attacco sconsiderato e non autorizzato, ordinarono a Fontebride di far rientrare immediatamente il battaglione. Le perdite francesi in questa "ricognizione" (come la chiamò prudentemente Courbet nel suo rapporto ufficiale) furono di 17 morti e 28 feriti. Le perdite cinesi furono quasi certamente maggiori, poiché le loro posizioni furono bombardate dall'artiglieria francese durante lo scontro. I sopravvissuti del gruppo di Mourier (molti dei quali furono uccisi durante l'attacco) furono messi agli arresti per 60 giorni.
Due settimane dopo i francesi attaccarono le linee cinesi in modo più ordinato. Il 25 gennaio 1885 Duchesne lanciò un'offensiva volta a catturare la posizione chiave cinese di La Table. In tre giorni di combattimenti i francesi catturarono la posizione secondaria di "Cima Y", consentendo alla loro artiglieria di infiltrare le principali difese cinesi, ma il 28 gennaio 1885 una pioggia torrenziale arrestò l'offensiva prima che i francesi potessero assaltare La Table. Un contrattacco cinese sulla "Cima Y" durante la notte del 31 gennaio 1885 fu decisamente respinto dai francesi. Le perdite francesi nelle azioni dal 25 al 31 gennaio furono di 21 morti e 62 feriti, soprattutto nei battaglioni della Legione e nel battaglione africano. Le perdite cinesi, la maggior parte delle quali si verificarono nel disastroso contrattacco del 31 gennaio, ammontarono probabilmente ad almeno 2000 uomini. Tra i morti c'era anche il comandante del battaglione Zhang Rengui (張仁貴T, 张仁贵S, Zhāng RénguìP, Chang Jen-kueiW), un capo bandito della città di Yilan che aveva contribuito con una forza di 200 miliziani al comando di Cao Zhizhong.
Duchesne era ansioso di dare seguito a questa limitata vittoria con un ulteriore attacco a La Table, ma le forti piogge continuarono per tutto febbraio. In questo periodo non fu possibile alcun serio movimento di truppe. A metà febbraio i cinesi bombardarono le posizioni francesi da La Table con razzi Congreve, ma senza causare danni. L'artiglieria francese rispose al fuoco e un colpo fortunato fece saltare in aria un deposito di munizioni a La Table. Dopo questo episodio, i cinesi non effettuarono altri attacchi contro i francesi.
Duchesne decise di occupare la "Cima Y", poiché il suo possesso consentiva ai francesi di prendere d'infilata lunghi tratti delle linee di trincea cinesi che collegavano i loro forti sul Yueh-mei-shan (La Table) e sul Hung-tan-shan (Fort Bambou). Le guarnigioni della Legione e degli zéphyr si avvicendarono per tenere questa posizione durante i freddi e le piogge di febbraio. Le truppe francesi ribattezzarono presto la "Cima Y" Fort Misère.

## Seconda offensiva francese,4-7marzo1885

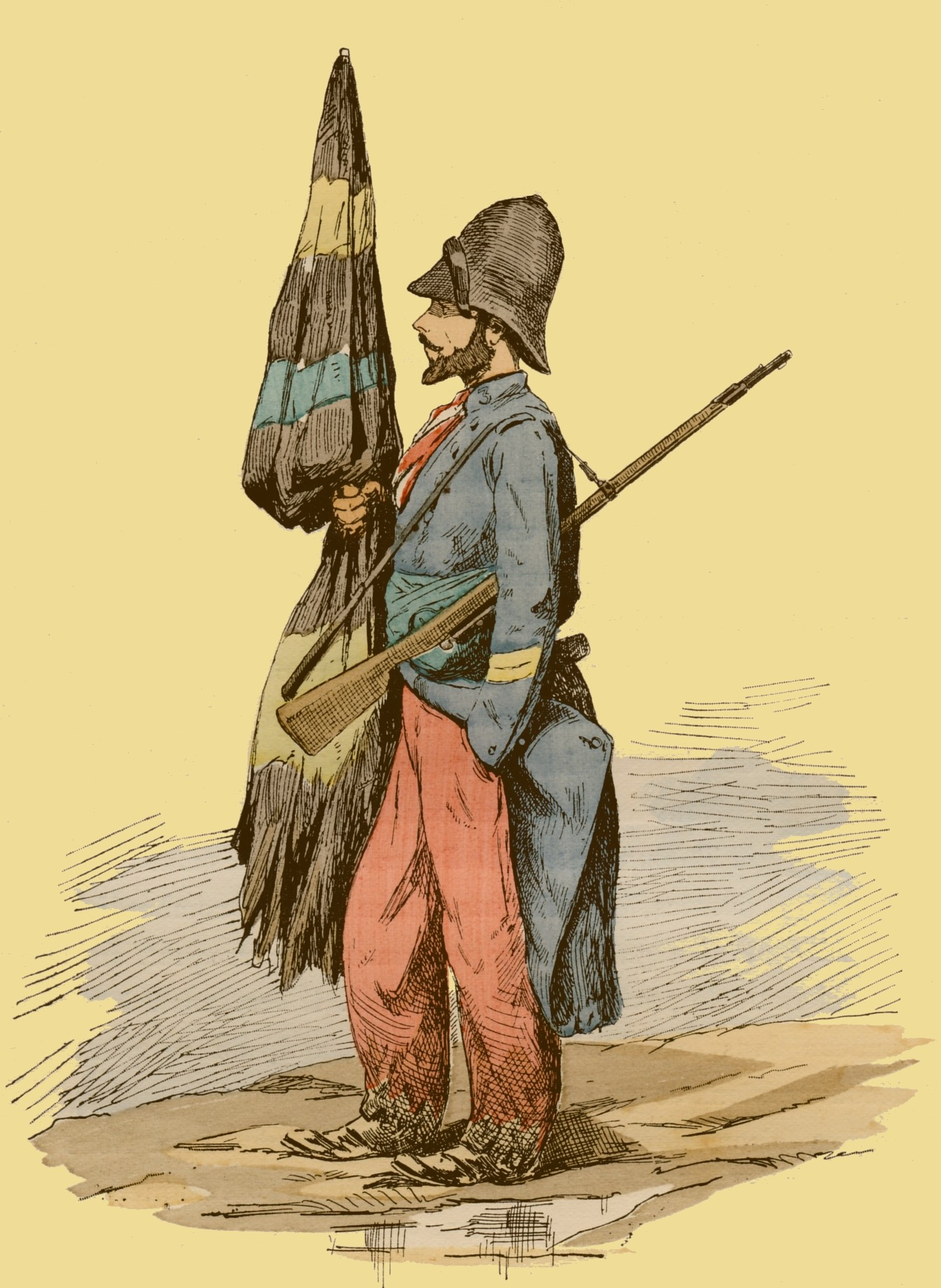
Soldato della Legione straniera francese a Keelung, gennaio 1885

La pioggia cessò finalmente il 2 marzo 1885 e due giorni dopo Duchesne lanciò una seconda offensiva, questa volta di grande successo. In una serie di azioni combattute tra il 4 e il 7 marzo 1885, i francesi ruppero l'accerchiamento cinese di Keelung con un attacco laterale sferrato contro la parte orientale della linea cinese, sconfiggendo le forze cinesi sotto il comando di Cao Zhizhong, Wang Shizheng (王詩正T, 王诗正S, Wáng ShīzhēngP, Wang Shih-chengW) e Lin Chaodong, catturando le posizioni chiave di La Table e Fort Bambou e costringendo i cinesi a ritirarsi dietro il fiume Keelung.
Duchesne impegnò nella sua colonna d'attacco 1300 uomini. La colonna comprendeva sei compagnie del 4º battaglione della Legione e del 3º battaglione africano e tre compagnie di fanteria di marina. Il supporto dell'artiglieria era fornito da tre cannoni al comando del capitano de Champglen e dalla cannoniera Vipère, che prese posizione al largo di Pei-tao da cui poteva bombardare le posizioni cinesi sul Yueh-mei-shan e nella valle del fiume Keelung.
Il 4 marzo 1885 i francesi effettuarono un'audace marcia di aggiramento verso est in direzione di Pei-tao (八堵), occupando le cime di Wu-k'eng-shan (五坑山) e di Shen-ou-shan (深澳山).
All'alba del 5 marzo 1885 scesero nella valle dello Shen-ou-k'eng (深澳坑) e marciarono verso sud per posizionarsi sul fianco della linea cinese. Nel primo pomeriggio scalarono il Liu-k'eng-shan (六坑山) da est e risalirono faticosamente la parete orientale dello Yueh-mei-shan, avvicinandosi alle posizioni cinesi senza essere individuati. Nel tardo pomeriggio catturarono La Table con un attacco simultaneo frontale e di fianco, sostenuto dal fuoco di fucili e dell'artiglieria proveniente dalle posizioni avanzate francesi sulla "Cima Y". I cannoni francesi della "Cima Y", sparando lungo la visuale aperta ad angolo retto rispetto all'asse dell'attacco, martellarono le posizioni cinesi mentre la fanteria francese si avvicinava a La Table, cessando il fuoco solo pochi secondi prima che gli attaccanti raggiungessero le difese cinesi.
Il 6 marzo la colonna d'attacco, rinforzata da due compagnie della Legione precedentemente stanziate sulla "Cima Y", si fermò per rifornirsi di cibo e munizioni.
La mattina del 7 marzo 1885 i francesi si spinsero dal Yueh-mei-shan verso ovest e combatterono fino alla cima del Hung-tan-shan, dove presero d'assalto Fort Bambou. Gli attaccanti furono aiutati da un attacco diversivo sferrato dalla compagnia di fanteria di marina di Cramoisy della guarnigione di Keelung, che durante la notte precedente aveva occupato furtivamente una posizione collinare a ovest di Fort Bambou. I marsouin di Cramoisy rivelarono la loro presenza mentre gli zéphyr di Fontebride si avvicinavano a Fort Bambou da est, disorganizzando i difensori cinesi con una devastante raffica alle spalle delle loro posizioni. Lo sventolare del tricolore francese sopra Fort Bambou fu salutato dalle navi della Squadra dell'Estremo Oriente che si trovavano nel porto di Keelung con il suono delle loro sirene da nebbia e dalle acclamazioni delle truppe francesi schierate lungo la linea di avanzata sulle cime del Yueh-mei-shan e del Liu-k'eng-shan.

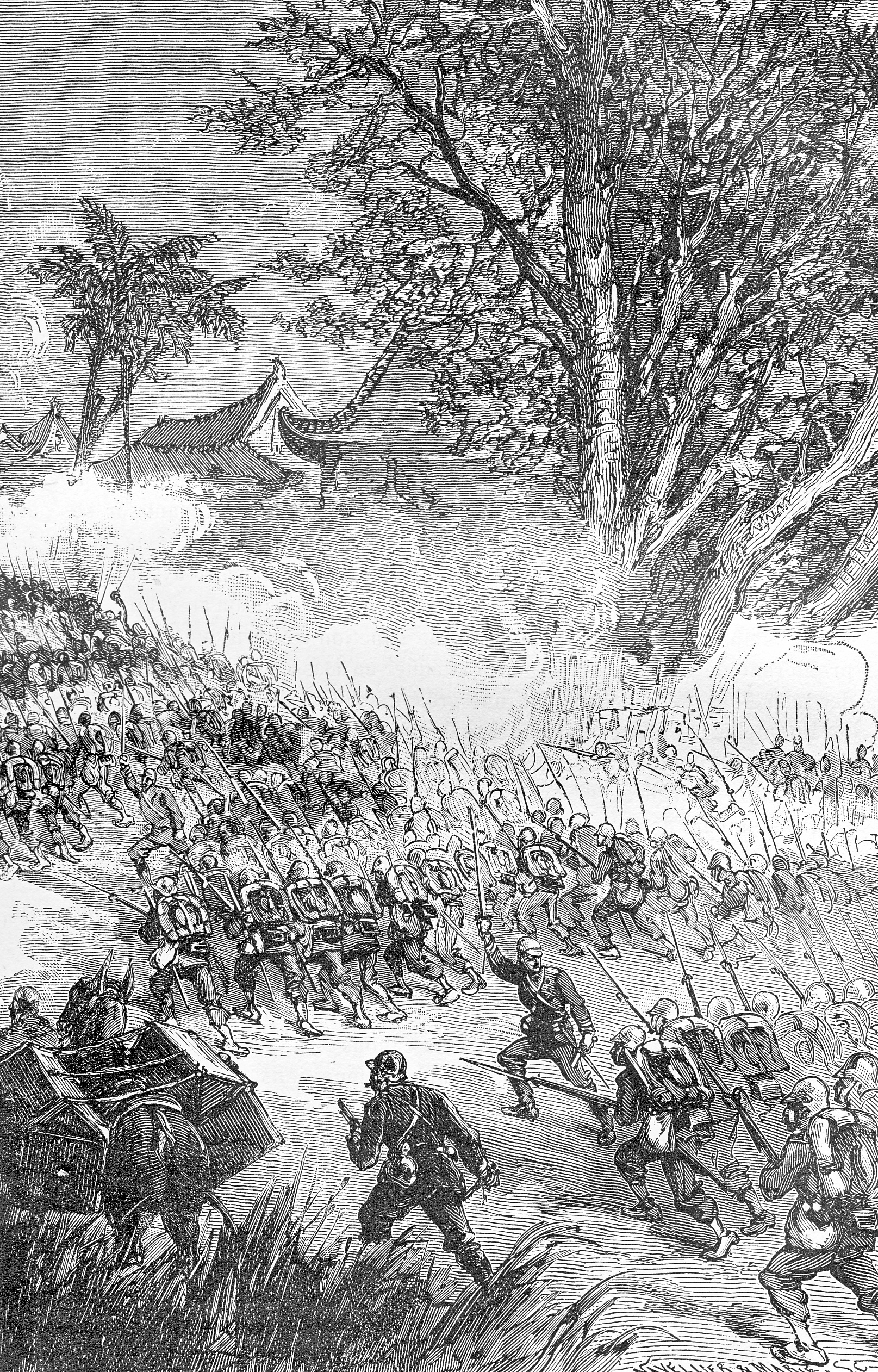
I francesi assaltano Fort Bambou,

Nel pomeriggio del 7 marzo 1885 una colonna mista di legionari, zéphyr e fanti di marina attaccò verso sud lungo la cresta del Niao-tsui-chien (鳥嘴尖), trovando una decisa resistenza nemica. La lotta per il Niao-tsui-chien vide i combattimenti più feroci della seconda offensiva francese. I cinesi tennero le cime e fecero rotolare massi sui francesi che avanzavano. Un'unità di fanteria cinese, nascosta in un bosco, aprì il fuoco sui francesi quasi a bruciapelo e inflisse pesanti perdite al 3º battaglione africano. I francesi alla fine respinsero i cinesi dalle creste e poco prima del tramonto li ricacciarono attraverso il villaggio di Loan-loan (Nuan-nuan, 暖暖).
Alcuni soldati francesi tentarono di attraversare il fiume Keelung su sampan cinesi abbandonati, ma furono prontamente richiamati da Duchesne, che non voleva combattere una confusa azione notturna a sud del fiume. Al calar della notte Duchesne arrestò l'inseguimento e raggruppò le sue truppe sulla riva settentrionale del fiume Keelung.
L'8 marzo 1885 i francesi consolidarono le loro posizioni intorno a Loan-loan. Il 9 marzo 1885 i cinesi si ritirarono dal Shih-ch'iu-ling, che non poteva più essere tenuto con lo Hung-tan-shan in mano ai francesi, e ripiegarono oltre il fiume Keelung.
Le perdite francesi nell'offensiva di marzo furono di 41 morti e 157 feriti. Le perdite cinesi potrebbero ammontare a circa 1500 tra morti e feriti. I francesi catturarono anche una batteria di moderni cannoni tedeschi Krupp che erano stati portati a Formosa dalla nave britannica Waverley e che erano appena stati piazzati a La Table. Questi cannoni avevano sparato alcuni colpi durante la battaglia, ma i cinesi non erano riusciti a fondere correttamente i proiettili, che non erano esplosi all'impatto. Se l'attacco francese fosse stato ritardato di qualche giorno, i cinesi avrebbero potuto bombardare i francesi dai loro forti intorno a Keelung e costringerli a ritirarsi dietro le colline delle "Linee di Ber". L'offensiva di Duchesne era stata lanciata giusto in tempo.
La cattura di La Table e di Fort Bambou, nonostante fosse stata ottenuta a caro prezzo, fu una vittoria straordinaria per i francesi. Agli uomini di Duchesne era stato chiesto di compiere un'ardua marcia di avvicinamento di oltre 100 km attraverso un territorio sconosciuto e poi di combattere due importanti battaglie nell'aspro e fittamente boscoso terreno montuoso a sud di Keelung. Questa spettacolare impresa d'armi, forse il più impressionante trionfo francese della guerra franco-cinese, fu oscurata all'epoca dalla notizia della fine dell'assedio di Tuyên Quang del 3 1885}}

## La campagna delle Pescadores,25–29marzo1885
A fine marzo 1885, la vittoria di Duchesne permise all'ammiraglio Courbet di distaccare un battaglione di fanteria di marina dalla guarnigione di Keelung per conquistare le isole Pescadores. Dal punto di vista strategico, la campagna delle Pescadores fu una vittoria importante, che impedì ai cinesi di rafforzare ulteriormente il loro esercito a Formosa, ma arrivò troppo tardi per influenzare l'esito della guerra.

## Gli ultimi scontri intorno a Keelung, marzo-aprile 1885
Nonostante la sconfitta, Liu Mingchuan continuò la resistenza. A metà marzo iniziò a fortificare una nuova linea difensiva cinese a sud del fiume Keelung e lungo le alture di Lok-tao (Liu-tu, 六堵) e Chit-tao (Ch'i-tu, 七堵) a ovest di Keelung, a protezione delle vie d'accesso a Tai-pak-fu e Tamsui. La notizia della vittoria di Duchesne scatenò il panico a Tai-pak-fu, e le unità della milizia furono frettolosamente radunate per difendere la città da un eventuale attacco francese.
I francesi, comunque, non erano abbastanza forti per poter avanzare oltre la loro testa di ponte di Keelung, soprattutto dopo i distacchi effettuati dalla guarnigione di Keelung per la campagna delle Pescadores. Si accontentarono di occupare lo Hung-tan-shan e lo Yueh-mei-shan, riorganizzando Fort Bambou e La Table in propri forti. Altri due forti, Fort Bertin e Fort du Sud, furono costruiti sopra Loan-loan e sulle pendici inferiori dello Hung-tan-shan, con vista sul fiume Keelung.
La campagna di Keelung raggiunse ora un punto di equilibrio. I francesi mantenevano un perimetro difensivo praticamente inespugnabile intorno a Keelung, ma non potevano sfruttare il loro successo, mentre l'esercito di Liu Mingchuan rimaneva schierato appena oltre le posizioni avanzate francesi. I cinesi tentarono di disturbare i lavori di costruzione di Fort Bertin, pericolosamente vicino alle loro posizioni avanzate, e alla fine di marzo intorno al nuovo forte ci furono uno o due piccoli scontri, durante i quali alcuni soldati francesi rimasero feriti. Tuttavia, né i francesi né i cinesi intrapresero alcuna operazione di rilievo. Durante la prima metà di aprile gli avamposti francesi e cinesi si scambiarono occasionalmente colpi, ma nessuna delle due parti registrò vittime.
Alla fine di marzo 1885 i rovesci francesi nel Tonchino oscurarono i risultati ottenuti da Duchesne a Keelung. La sconvolgente notizia della ritirata da Lạng Sơn del tenente colonnello Paul-Gustave Herbinger, avvenuta il 28 marzo 1885, raggiunse Courbet a Makung, nelle isole Pescadores, il 4 aprile 1885, sotto forma di un dispaccio del ministero della marina portato da Hong Kong dall'incrociatore Roland. A Courbet fu ordinato di evacuare Keelung e di tornare nel Tonchino con il grosso del Corpo di spedizione di Formosa, lasciando solo una piccola guarnigione francese a Makung. Nella seconda settimana di aprile Courbet e Duchesne elaborarono un piano per un'evacuazione di Keelung, che prevedeva una ritirata, compiuta a fasi accuratamente organizzate, dai forti di prima linea verso porto. Una piccola retroguardia sarebbe stata lasciata per controllare gli accessi al porto mentre procedeva l'evacuazione, sostenuta dai cannoni della Squadra dell'Estremo Oriente. In realtà questo piano non fu mai attuato, poiché i preliminari di pace tra Francia e Cina si conclusero il 4 aprile 1885, ponendo fine alla guerra franco-cinese. Il 10 aprile 1885 Courbet ricevette l'ordine di sospendere i piani per l'immediata evacuazione di Keelung e il 14 aprile 1885 gli fu notificata la conclusione dei preliminari di pace avvenuta dieci giorni prima. Le ostilità intorno a Keelung erano ormai terminate.

## L'interesse giapponese per la campagna di Keelung

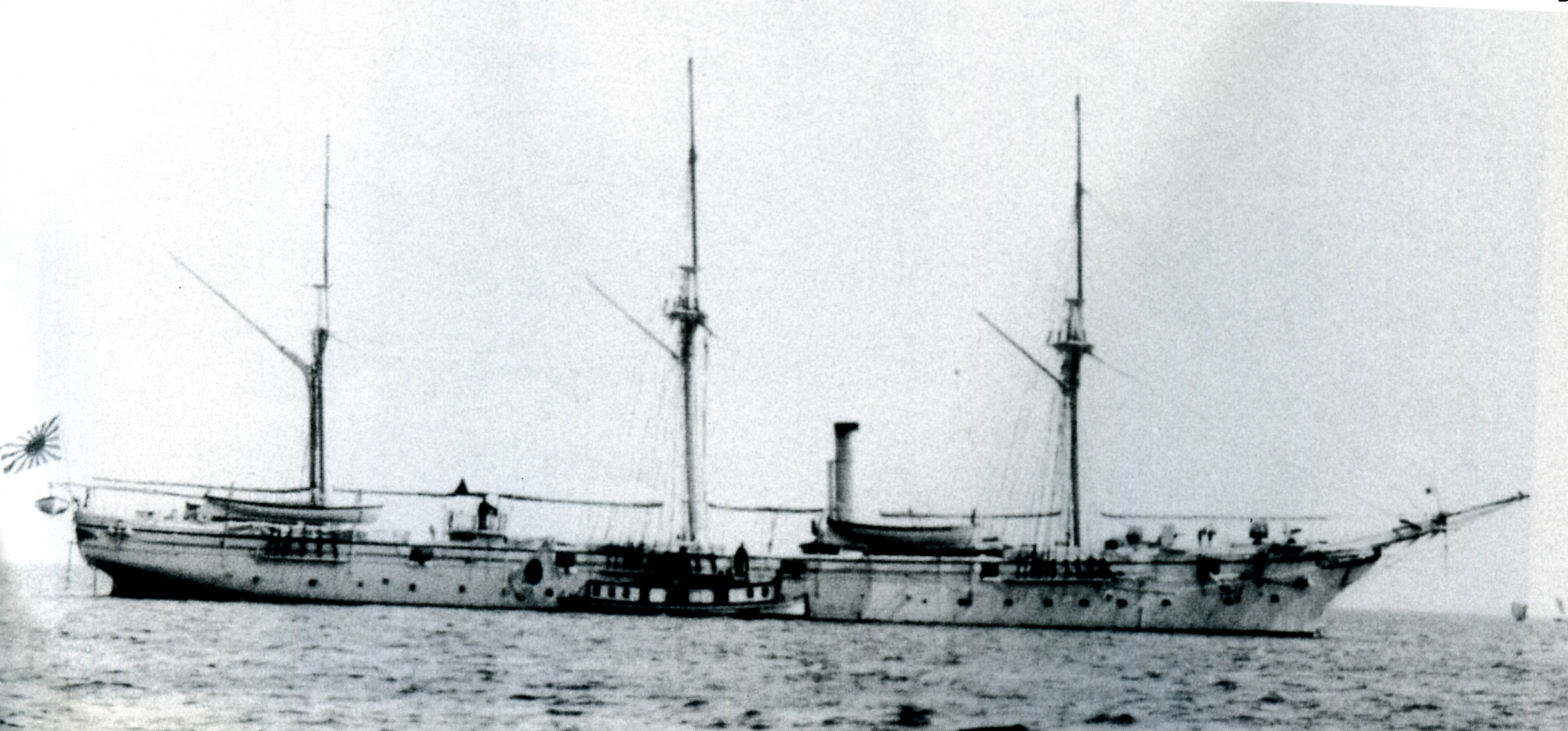
La corvetta giapponese Amagi

Gli sforzi francesi a Keelung erano di grande interesse per un'altra potenza colonialista della regione, l'Impero del Giappone. Nel 1874 i giapponesi avevano inviato una spedizione punitiva nel sud di Taiwan, in seguito all'uccisione di alcuni marinai giapponesi naufragati compiuta da aborigeni taiwanesi, e i giapponesi avevano già messo gli occhi su Taiwan come futura colonia giapponese. Dopo il fallimento, in Corea, del colpo di stato di Gapsin nel dicembre 1884, il Giappone iniziò a valutare un'eventuale resa dei conti con la Cina. Anche se Francia e Giappone non divennero mai alleati formali durante la guerra franco-cinese (nonostante i timori cinesi di questa possibilità), i comandanti della marina e dell'esercito giapponesi osservarono con vivo interesse professionale le prestazioni dello squadrone dell'ammiraglio Courbet e del corpo di spedizione del colonnello Duchesne. Il capitano giapponese Tōgō Heihachirō, futuro comandante in capo della Marina imperiale giapponese, visitò Keelung durante la guerra a bordo della corvetta Amagi e fu informato dagli ufficiali francesi sulle tattiche che venivano usate contro i cinesi. La guida di Togo era il giovane capitano ingegnere francese Joseph Joffre, che era stato inviato a Keelung per organizzare i nuovi forti francesi dopo la vittoria di marzo di Duchesne. Comandante in capo dell'esercito francese all'inizio della Prima guerra mondiale e vincitore della cruciale prima battaglia della Marna nel 1914, Joffre avrebbe concluso la sua carriera militare come Maresciallo di Francia.

## Evacuazione francese di Keelung, giugno 1885

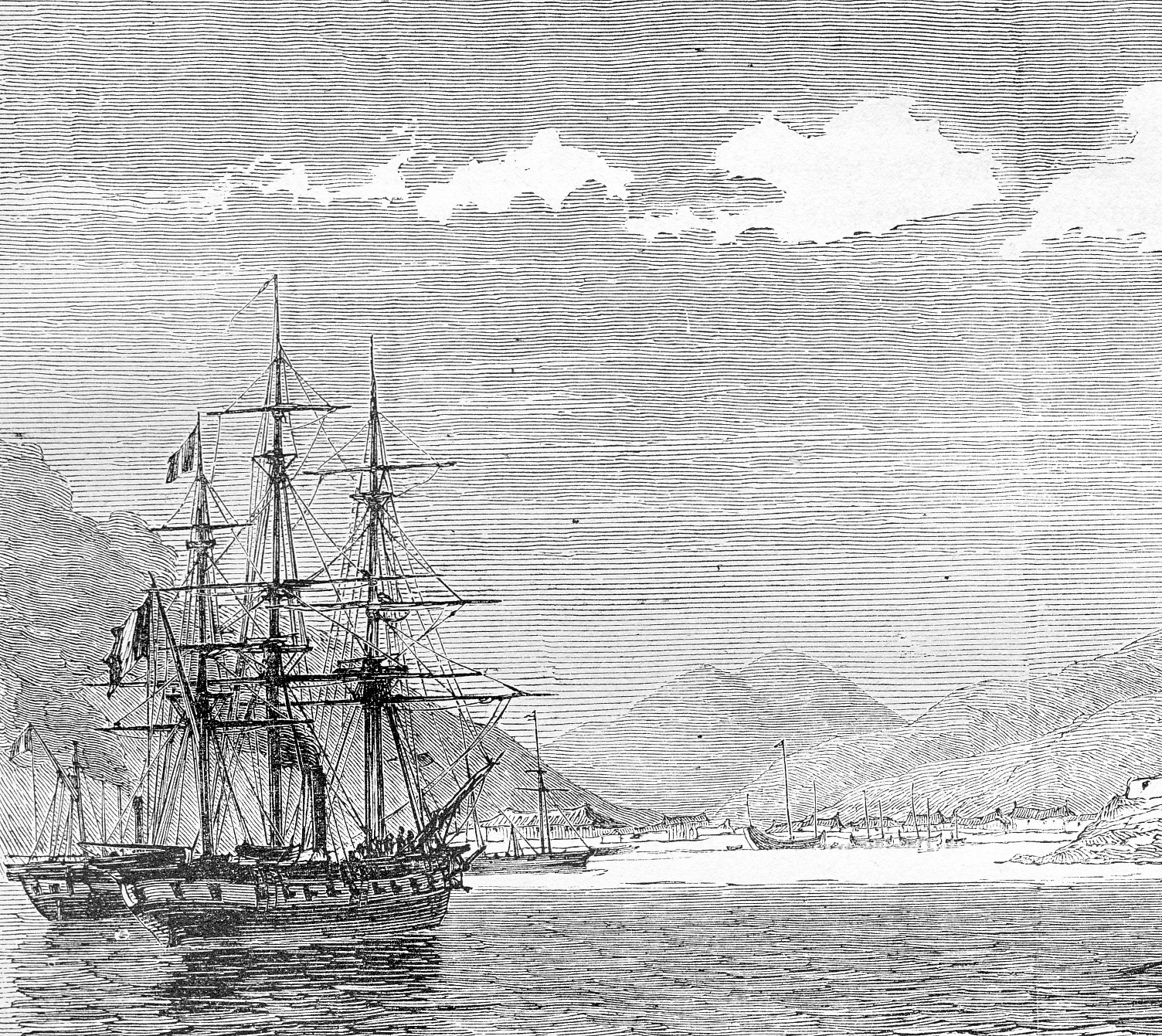
I francesi evacuano Keelung,

Il Corpo di spedizione di Formosa continuò a occupare Keelung e Makung per diversi mesi dopo la fine della guerra franco-cinese, a garanzia del ritiro delle forze cinesi dal Tonchino. Durante questo periodo un battaglione di fanteria di marina e una batteria di artiglieria di marina appena arrivata furono ritirati dalla guarnigione di Keelung per partecipare a una campagna punitiva francese in Madagascar.
Keelung fu infine evacuata il 22 giugno 1885. In base agli accordi presi tra Liu Mingchuan e l'ammiraglio Lespès il 17 giugno 1885, i francesi si ritirarono dai loro forti sullo Hung-tan-shan (Fort Bambou) e sullo Yueh-mei-shan (La Table) in più fasi, nell'arco di tre giorni, e le loro posizioni furono rioccupate dai cinesi solo dopo una prudente attesa. Gli ufficiali cinesi tennero sotto controllo i loro uomini e l'occupazione dei forti francesi fu condotta con dignità e moderazione. "Non c'è stata la minima dimostrazione di trionfo, nulla che potesse ferire i nostri sentimenti, nulla che potesse ferire il nostro legittimo orgoglio", scrisse un ufficiale francese. La bandiera francese, che aveva sventolato sopra Keelung per otto mesi, fu ammainata con il saluto di 21 cannoni dalla nave da guerra La Galissonnière. Il colonnello Duchesne, comandante del Corpo di spedizione di Formosa, fu l'ultimo soldato francese a imbarcarsi sulle navi da trasporto in attesa. Gli uomini del corpo di spedizione furono trasportati o a Makung, che sarebbe rimasta in mano francese per un altro mese, o nella baia di Ha Long, per ricongiungersi al Corpo di spedizione del Tonchino.
Nel giugno 1885 Keelung era praticamente irriconoscibile come città cinese. Sebbene i suoi templi fossero stati rispettati dagli occupanti, molte delle sue case erano state demolite per fornire campi di tiro alla guarnigione francese e gli edifici rimanenti erano stati imbiancati e decorati alla maniera francese. I francesi avevano anche costruito una rete di ampi viali e boulevard che attraversavano la città e avevano trasformato il lungomare in una spianata, con tanto di palco per le bande musicali.. Il missionario canadese George Leslie Mackay riferì che Keelung fu rioccupata dai suoi vecchi abitanti non appena le navi da guerra francesi uscirono dal porto, senza registrare la loro reazione alle trasformazioni avvenute. In breve tempo, tuttavia, Keelung tornò ad essere quella di un tempo.

## Il cimitero francese di Keelung

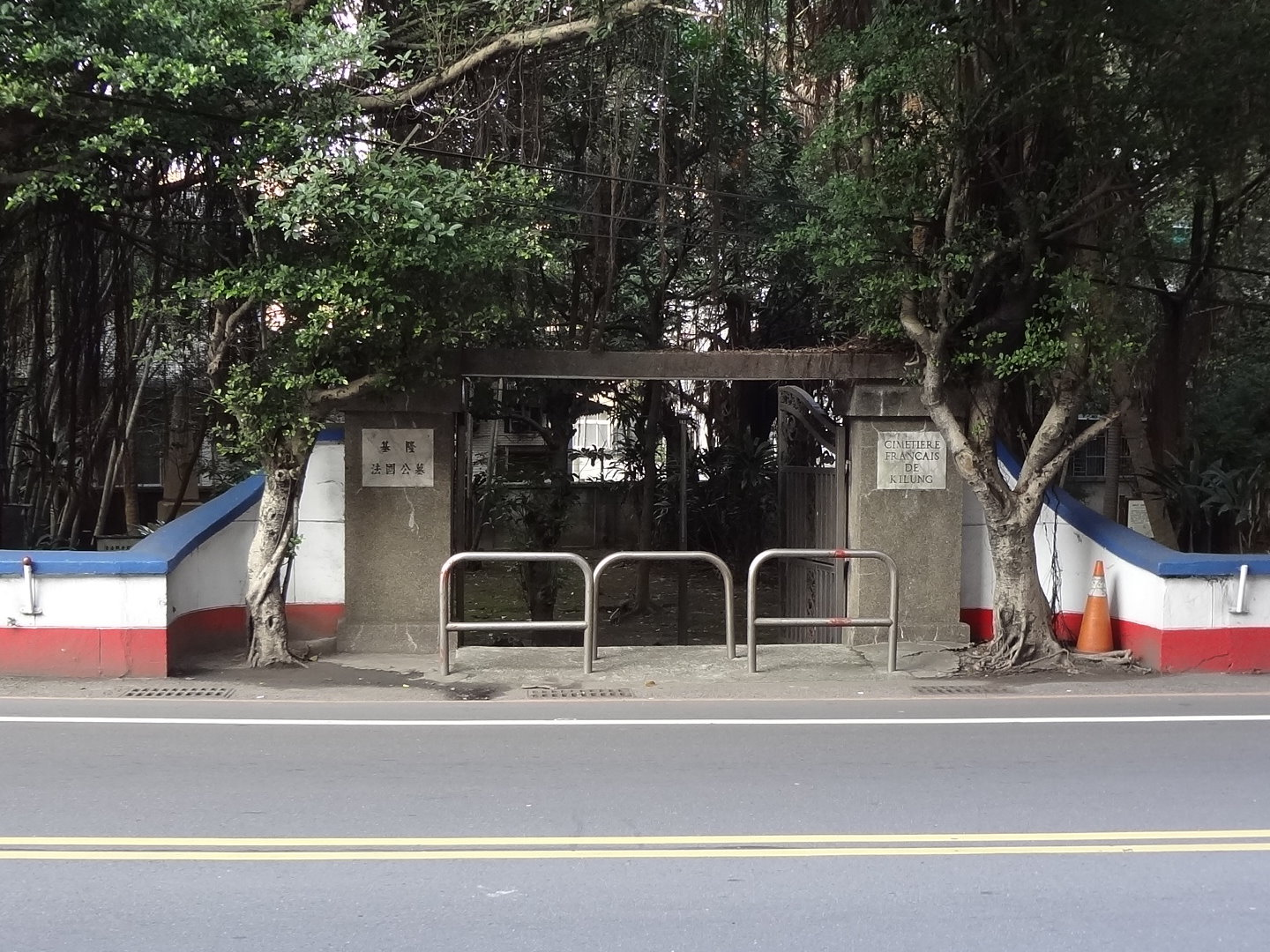
Cimitero francese di Keelung

Dell'occupazione francese rimane oggi solo una traccia. Su richiesta dell'ammiraglio Lespès, Liu Mingchuan si impegnò a rispettare il cimitero in cui erano stati sepolti i caduti francesi. La promessa fu mantenuta e il cimitero francese di Keelung è ancora oggi visitabile. I morti francesi, tra i 600 e i 700 soldati e marinai (la maggior parte dei quali vittime del colera e del tifo piuttosto che di incidenti di battaglia) erano originariamente sepolti in un cimitero più a nord, vicino alla batteria Erh-sha-wan: i loro resti furono trasferiti nel cimitero attuale nel 1909.
Il cimitero francese occupa una superficie di 1630 m2 e si trova a nel distretto di Zhongzheng, a Keelung). Il cimitero francese contiene solo due tombe riportanti i nomi dei caduti, quella del sous-commissaire Marie-Joseph-Louis Dert e quella del tenente Louis Jehenne. Ironia della sorte, questi due ufficiali di fanteria di marina non morirono a Keelung ma a Makung, nelle Isole Pescadores, nel giugno 1885; i loro resti furono esumati e trasferiti nel cimitero di Keelung nel 1954.

### Ulteriori letture
- (EN) John Dodd, Journal of a Blockaded Resident in North Formosa during the Franco-Chinese War, 1884-5, 1888.
- (EN) Thurlow Fraser, The Call of the East: A Romance of Far Formosa, Revell, 1914.